# Karl Biedermann (Bildhauer)

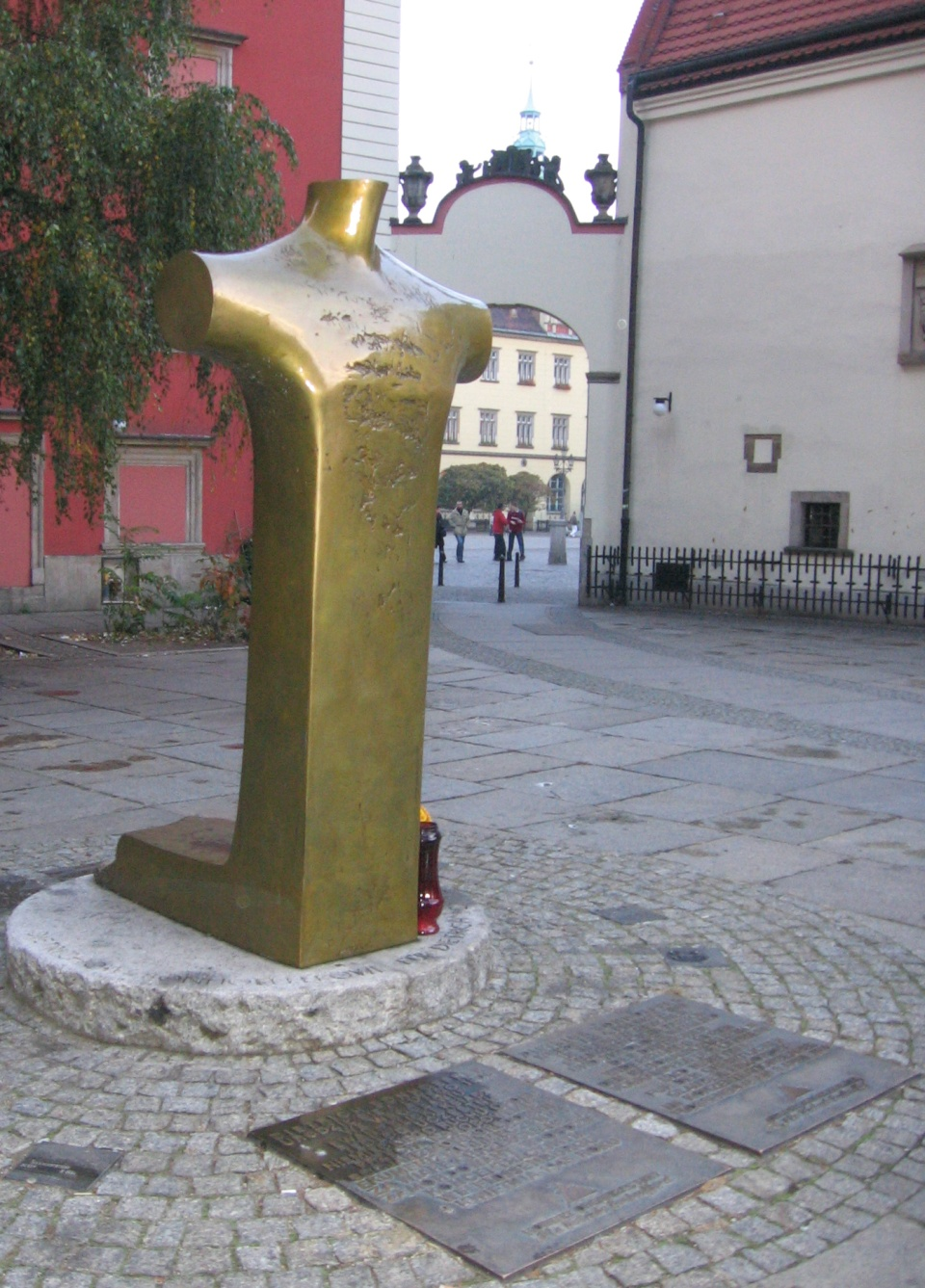
Bonhoeffer-Denkmal in Breslau

Karl Biedermann (* 1947 in Berlin) ist ein deutscher Bildhauer

## Leben und Wirken
Karl Biedermann wuchs im Ostteil Berlins auf und begann 1963 eine Lehre als Stuckateur. 1968 war er am Aufbau der Kunstformerei der Staatlichen Museen zu Berlin beteiligt. Ab 1970 studierte er Bildhauerei an der Hochschule für Bildende Künste Dresden, u. a. bei Walter Arnold, und an der Kunsthochschule Berlin-Weißensee, u. a. bei Werner Stötzer. Er war dann von 1978 bis 2013 in Berlin als freischaffender Bildhauer tätig. 1984 nahm er unter Anleitung Wieland Försters die Totenmaske Franz Fühmanns ab.
Biedermann war bis 1990 als Mitglied des Verbands Bildender Künstler der DDR.

## Werke (Auswahl)

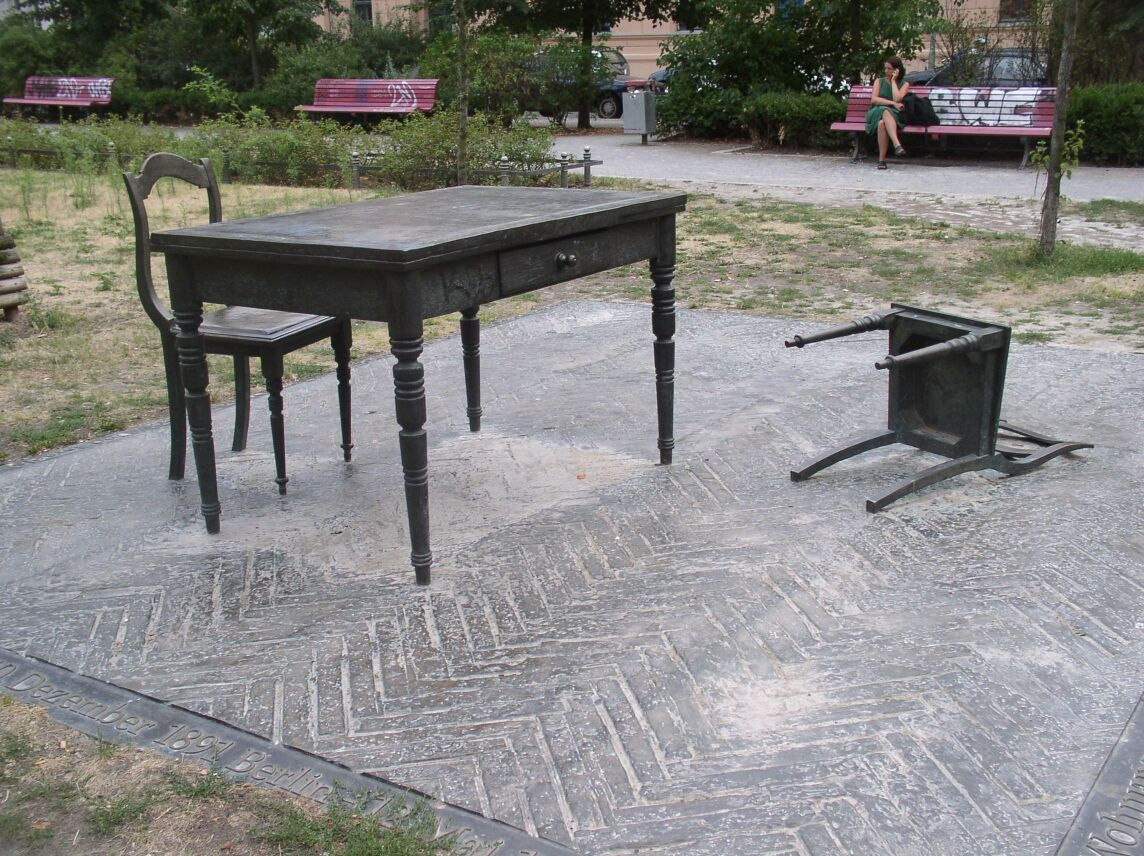
Denkmal Der verlassene Raum auf dem Berliner Koppenplatz

- Meyerholdstele für Wsewolod Emiljewitsch Meyerhold (1983), seit 1996 im Ludwig Museum für Internationale Kunst in Peking
- Steinrelief Widerstand (1984), seit 1990 im Garten der evangelischen Gethsemanekirche in Berlin-Prenzlauer Berg
- Bronzetorso Für Dietrich Bonhoeffer (1988), seit 1997 an der Westseite der evangelischen Zionskirche in Berlin-Mitte; eine zweite Fassung steht in Breslau vor der Elisabethkirche (1999)
- Denkmal Der verlassene Raum auf dem Koppenplatz in Berlin-Mitte für die deportierten Juden des Viertels (1996)
- Mahnmal für Peter Fechter in Berlin-Mitte, Zimmerstraße (1999)
- Mahnmal für Chris Gueffroy in Berlin-Baumschulenweg (2003)
- Gedenktafel für Friedrich Weißler im KZ Sachsenhausen (2005)
- Reliquienstele für Clemens August Graf von Galen in der katholischen Kirche St. Matthias in Berlin-Schöneberg (2007), in Anlehnung an seine frühere Plastik Macht (2001)

## Ausstellungen (mutmaßlich unvollständig)
- 1980/1981, 1983, 1986 und 1989: Berlin, Bezirkskunstausstellungen
- 1983: Berlin, Galerie am Prater („Retrospektive 1973 -1983“)
- 1987: Dresden, Galerie Rähnitzgasse („Wirklichkeit und Bildhauerzeichnung“)